# Xiaohan (artiste)
Pour l’article homonyme, voir Xiaohan.
 (février 2019).
Si vous disposez d'ouvrages ou d'articles de référence ou si vous connaissez des sites web de qualité traitant du thème abordé ici, merci de compléter l'article en donnant les références utiles à sa vérifiabilité et en les liant à la section « Notes et références ».
Xiaohan, en chinois : 小寒 (Xiăo Hán), est une parolière de pop singapourienne. Chercheuse de biologie de formation, elle est également écrivaine et a publié des ouvrages dans des domaines assez variés.

## Biographie
Lin Kebang, la future Xiaohan, a effectué des études de biologie à l'Université nationale de Singapour, où elle a obtenu un PhD. en virologie.
Tout en poursuivant une carrière de chercheuse, elle a publié sa première œuvre lyrique (義無反顧 interprétée par 阮丹青) en 1998. Depuis 2000, elle a obtenu une nomination aux Singapore Hit Awards (zh) avec '你抽的煙'. Elle est la première femme à être couronnée meilleure parolière locale aux Singapore Hit Awards 2002 avec '紙飛機'. Xiaohan a concouru pour le titre encore en 2004 avec '無底洞'. Elle a obtenu ce titre en 2007, 2008 et 2010 avec respectivement  '雨天' (interprétée par Stefanie Sun), '達爾文' et '抛物綫' (interprétées toutes deux par Tanya Chua (en)). En plus des Singapore Hit Awards, les œuvres lyriques de Xiaohan ont également été reconnues par les Singapore Compass Awards ainsi que dans les eAwards de Singapour. '達爾文' a remporté la première nomination régionale de la meilleure parolière aux Taiwan Golden Melody Awards en 2008.
De la scène de la musique pop chinoise, Xiaohan a élargi son champ d'action pour écrire des paroles pour des comédies musicales. Elle s'est également impliquée dans la Campagne Speak Mandarin (en) (講華語運動) 2006, un album de collecte de fonds "Hands United" pour les victimes du tsunami de 2004 et en tant que membre du jury dans divers concours.
Elle est actuellement codirectrice de Funkie Monkies Productions avec Eric Ng.
Avec la collaboration de Funkie Monkies Productions avec Royston Tan, Xiaohan a participé à la fabrication des bandes sonores des superproductions "881" et "12 蓮花" de Royston Tan. En 2008 et 2009, Xiaohan a eu l’honneur d’écrire la version en mandarin de la chanson-thème de la fête nationale de Singapour, respectivement intitulées "晴空 萬里" (interprétée par Joi Chua (en)) et "在 這裡" (interprétée par Kelvin Tan (en)).
Xiaohan est également auteure d'articles publiés régulièrement dans 女友 (Nüyou (en)), 贊 et 聯合晚報 (Lianhe Wanbao (en)) et de livres, comme le roman 無指幸福 (Count Less Happiness) en 2013 ou le recueil de nouvelles 回不去的候車站 en 2015 ou 幸好我不是滿分女生 en 2017.

## Nominations et prix
| Année | Nom du prix |
| ----- | --- |
| 2000  | - 7e Singapore Hit Awards (zh), Best Local Lyricist Nomination (你抽的煙) |
| 2002  | - 9e Singapore Hit Awards, Best Local Lyricist Winner (紙飛機) |
| 2004  | - 11e Singapore Hit Awards, Best Local Lyricist Nomination (归属感, 夜盲症) - 11e Singapore Hit Awards, Best Local Lyricist Winner (無底洞) |
| 2005  | - 12e Singapore Hit Awards, Best Local Lyricist Nomination (保管, 我的爱, 双栖动物) |
| 2006  | - Singapore Compass Awards 2006, Best Local Chinese Pop Song (我的爱) |
| 2007  | - Singapore Compass Awards 2007, Best Local Chinese Pop Song (双栖动物) - 13e Singapore Hit Awards (en), Best Local Lyricist Winner (雨天) Best Local Lyricist Nomination (障眼法, 一下下)                                                                                                   |
| 2008  | - 19e Golden Melody Award, Best Lyricist Nomination (達爾文I) - 14e Singapore Hit Awards (zh), Best Local Lyricist Winner (達爾文) Best Local Lyricist Nomination (一人一半) - 8e Global Chinese Music Awards, Best Lyrics (達爾文)                                                          |
| 2009  | - Singapore Compass Awards 2009, Young Songwriter of the Year - Singapore e-Awards 2009, Best Local Lyricist Award (同花順) - 15e Singapore Hit Awards (zh), Best Local Lyricist Nomination (同花順，疼憨人)                                                                                 |
| 2010  | - TVB8, Best Lyrics Award (寂寞先生) - Singapore e-Awards 2010, Best Local Lyricist Award (拋物線) - 16e Singapore Hit Awards (zh), Best Local Lyricist Winner (拋物線) Best Local Lyricist Nomination (假動作，手中線)                                                                      |
| 2011  | - Singapore Compass Awards 2011, Best Chinese Pop Song (寂寞先生) |
| 2012  | - The Association of Music Workers in Taiwan, Top 10 Quality Single (孤獨患者) - Singapore e-Awards 2012, Best Local Lyricist Award (孤獨患者) - 17e Singapore Hit Awards (zh), Best Local Lyricist Nomination (複製人，眼淚是膠囊，逞強)                                                    |
| 2013  | - Life Theatre Award Special Mention for SongWriting（老九） - 18e Singapore Hit Awards (zh), Best Local Lyricist Winner (十萬毫升淚水) Best Local Lyricist Nomination (淚若雨下、十萬毫升淚水) - The Association of Music Workers in Taiwan, Top 10 Quality Single (十萬毫升淚水、邊愛邊學) |
| 2014  | - 19e Singapore Hit Awards (zh), Best Local Lyricist Winner (對的人錯的時候) Best Local Lyricist Nomination (對的人錯的時候、楓葉做的風鈴、傷者) |
| 2015  | - Singapore Compass Awards 2015, Best Soundtrack (十萬毫升淚水) |